# Équipe du Bangladesh masculine de volley-ball
Cet article traite de l'équipe masculine. Pour l'équipe féminine, voir Équipe du Bangladesh féminine de volley-ball.
L'équipe du Bangladesh de volley-ball est composée des meilleurs joueurs bangladais sélectionnés par la Fédération bangladaise de volley-ball (Bangladesh Volleyball Federation, BVF). Elle n'est actuellement pas classée par la Fédération Internationale de Volleyball au 15 janvier 2010.

## Sélection actuelle
Sélection pour les qualifications aux Championnats du monde 2010.
Entraîneur : Yad Ali  ; entraîneur-adjoint : Fazla Rabbi 

## Palmarès et parcours

### Palmarès
Néant.

### Parcours

#### Championnat d'Asie et d'Océanie
| - 1975 : Non qualifié - 1979 : Non qualifié - 1983 : Non qualifié - 1987 : Non qualifié - 1989 : 17e - 1991 : Non qualifié - 1993 : 16e - 1995 : Non qualifié - 1997 : Non qualifié - 1999 : Non qualifié | - 2001 : Non qualifié - 2003 : Non qualifié - 2005 : Non qualifié - 2007 : Non qualifié - 2009 : Non qualifié |